# De geboorte van Venus (Cabanel)
De geboorte van Venus (Frans: La naissance de Vénus) is een schilderij van Alexandre Cabanel. Dit schilderij uit 1863 was een groot succes op de Parijse salon van dat jaar, waar keizer Napoleon III het voor zijn eigen verzameling verwierf. Tegenwoordig maakt het deel uit van de collectie van het Musée d'Orsay in Parijs.

## Voorstelling
Volgens de bekendste mythe over de geboorte van Venus zou de godin uit het schuim van de zee ontstaan zijn toen Uranus, een van de eerste Griekse goden, door zijn eigen zoon Kronos gecastreerd werd waarbij zijn genitaliën in het water vielen. Het schilderij van Cabanel beeldt dit moment uit: Venus ligt naakt en uitgestrekt boven op het schuim van de golven. Tegen alle natuurwetten in bevindt haar hele lichaam zich boven het water. Door haar lichaamshouding komen haar borsten prominent naar voren. Boven Venus zweven vijf naakte putti, waarvan er twee op schelpen blazen.

## Ontvangst
De geboorte van Venus sloot goed aan bij de heersende smaak in het Tweede Keizerrijk: een mythologische voorstelling op groot formaat met een glad oppervlak. Op de salon van 1863, die door dit schilderij en andere voorstellingen van Venus ook wel de Venus-salon werd genoemd, kreeg dit werk dan ook voornamelijk lovende kritieken, bijvoorbeeld van de schrijver Théophile Gautier.

Son corps divin semble pétri avec l'écume neigeuse des vagues. Les pointes des seins, la bouche et les joues sont teintées d'une imperceptible nuance rose.

(Haar goddelijke lichaam lijkt gekneed door het sneeuwwitte schuim van de golven. De tepels, de mond en de wangen hebben een nauwelijks waarneembare roze teint.)
— Théophile Gautier, Le Moniteur universel, 13 juni 1863

Toch was de keuze van de jury van de salon dat jaar bijzonder omstreden. Doeken als Le déjeuner sur l'herbe van Édouard Manet, dat tegenwoordig veel hoger wordt aangeslagen, werden geweigerd, wat uiteindelijk in een alternatieve salon resulteerde: de Salon des Refusés. Émile Zola was een van de felste critici van De geboorte van Venus:

La déesse noyée dans un fleuve de lait, a l'air d'une délicieuse lorette, non pas en chair et en os - ce serait indécent - mais en une sorte de pâte d'amande blanche et rose.

(De godin, verdronken in een melkstroom, ziet eruit als een prachtige courtisane, niet van vlees en bloed - dat zou onfatsoenlijk zijn - maar van een soort witte en roze amandelpasta.)
— Émile Zola, Nos peintres au Champ-de-Mars, 1867

Cabanel zelf dankte aan het succes van het schilderij een benoeming aan de École des beaux-arts van Parijs, bastion van de academische schilderkunst.

## Herkomst
- 1863: aangekocht op de Salon door Napoleon III voor 15.000 Franse frank.
- 1879: na de val van het keizerrijk wordt het schilderij eigendom van de staat en vanaf 1881 tentoongesteld in het Musée du Luxembourg.
- 1923: overgebracht naar het Louvre.
- 1978: overgebracht naar het Musée d'Orsay.

## Replica's
Na het succes op de salon verkocht Cabanel de rechten op De geboorte van Venus al snel aan de kunsthandelaar en uitgever Adolphe Goupil. Deze liet een getrouwe kopie maken door zijn medewerker Adolphe Jourdan die als basis diende voor verdere reproducties van het schilderij. Goupil verkocht deze kopie later als een echte Cabanel, hoewel diens bijdrage niet verder ging dan enkele retouches. Deze replica bevindt zich tegenwoordig in de collectie van het Dahesh Museum of Art in New York.
In 1875 bestelde John Wolfe een replica van De geboorte van Venus bij Cabanel zelf. Deze versie, die iets kleiner is dan het origineel, kwam later terecht in het Metropolitan Museum of Art eveneens in New York.

## Afbeelding

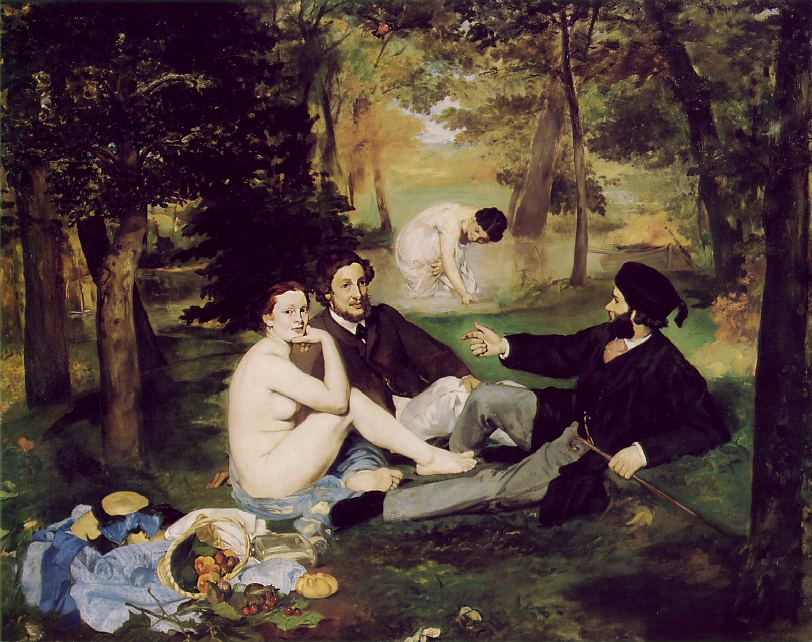
Le déjeuner sur l'herbe - Édouard Manet